# Nuremberg Cup
A Nuremberg Cup (korábbi hivatalos német nevén: Nürnberger Versicherungscup, 2020-tól Bad Homburg Open) évente megrendezett női tenisztorna Nürnbergben, Németországban. A verseny International kategóriájú, összdíjazása 250 000 dollár. Az egyéni főtáblán harminckét játékos szerepel. A mérkőzéseket salakon játsszák.
Első alkalommal 2013-ban rendezték meg. amelyen a román Simona Halep nyert. Eugenie Bouchard itt nyerte élete első WTA tornagyőzelmét. A jelenlegi címvédő a francia Caroline Garcia.
2020-tól a torna WTA 250 kategóriájú, és rendezését Bad Homburg kapta, 2024-től WTA500 kategóriájú torna. A 2020-as verseny a kornavírus-járvány miatt elmaradt.

## Döntők

### Egyéni
| Év   | Győztes                              | Ellenfél a döntőben                  | Eredmény a döntőben                  |
| ---- | ------------------------------------ | ------------------------------------ | ------------------------------------ |
| 2025 | Jessica Pegula                       | Iga Świątek                          | 6–4, 7–5                             |
| 2024 | Gyiana Snajgyer                      | Donna Vekić                          | 6–3, 2–6, 6–3                        |
| 2023 | Kateřina Siniaková                   | Lucia Bronzetti                      | 6–2, 7–6(5)                          |
| 2022 | Caroline Garcia                      | Bianca Andreescu                     | 6–7(5), 6–4, 6–4                     |
| 2021 | Angelique Kerber                     | Kateřina Siniaková                   | 6–3, 6–2                             |
| 2020 | A koronavírus-járvány miatt elmaradt | A koronavírus-járvány miatt elmaradt | A koronavírus-járvány miatt elmaradt |
| 2019 | Julija Putyinceva                    | Tamara Zidanšek                      | 4–6, 6–4, 6–2                        |
| 2018 | Johanna Larsson                      | Alison Riske                         | 7–6(4), 6–4                          |
| 2017 | Kiki Bertens                         | Barbora Krejčíková                   | 6–2, 6–1                             |
| 2016 | Kiki Bertens                         | Mariana Duque Mariño                 | 6–2, 6–2                             |
| 2015 | Karin Knapp                          | Roberta Vinci                        | 7–6(5), 4–6, 6–1                     |
| 2014 | Eugenie Bouchard                     | Karolína Plíšková                    | 6–2, 4–6, 6–3                        |
| 2013 | Simona Halep                         | Andrea Petković                      | 6–3, 6–3                             |

### Páros
| Év   | Győztesek                               | Ellenfelek a döntőben                 | Eredmény a döntőben                  |
| ---- | --------------------------------------- | ------------------------------------- | ------------------------------------ |
| 2025 | Kuo Han-jü Alekszandra Panova           | Ljudmila Kicsenok Ellen Perez         | 4–6, 7–6(4), [10–5]                  |
| 2024 | Nicole Melichar-Martinez Ellen Perez    | Csan Hao-csing Veronyika Kugyermetova | 4–6, 6–3, [10–8]                     |
| 2023 | Ingrid Gamarra Martins Lidzija Marozava | Hozumi Eri Monica Niculescu           | 6–0, 7–6(3)                          |
| 2022 | Hozumi Eri Ninomija Makoto              | Alicja Rosolska Erin Routliffe        | 6–4, 6–7(5), [10–5]                  |
| 2021 | Darija Jurak Andreja Klepač             | Nagyija Kicsenok Raluca Olaru         | 6–3, 6–1                             |
| 2020 | A koronavírus-járvány miatt elmaradt    | A koronavírus-járvány miatt elmaradt  | A koronavírus-járvány miatt elmaradt |
| 2019 | Gabriela Dabrowski Hszü Ji-fan          | Sharon Fichman Nicole Melichar        | 4–6, 7–6(5), [10–5]                  |
| 2018 | Demi Schuurs Katarina Srebotnik         | Kirsten Flipkens Johanna Larsson      | 3–6, 6–3, [10–7]                     |
| 2017 | Nicole Melichar Anna Smith              | Kirsten Flipkens Johanna Larsson      | 3–6, 6–3, [11–9]                     |
| 2016 | Kiki Bertens Johanna Larsson            | Aojama Suko Renata Voráčová           | 6–3, 6–4                             |
| 2015 | Csan Hao-csing Anabel Medina Garrigues  | Lara Arruabarrena Raluca Olaru        | 6–4, 7–6(5)                          |
| 2014 | Michaëlla Krajicek Karolína Plíšková    | Raluca Olaru Sahar Peér               | 6–0, 4–6, [10–6]                     |
| 2013 | Raluca Olaru Valerija Szolovjeva        | Anna-Lena Grönefeld Květa Peschke     | 2–6, 7–6(3), [11–9]                  |